# Port Royal (Canada)
Port Royal is een plaatsje in Annapolis County in de Canadese provincie Nova Scotia. Het ligt aan het Annapolis Bassin, een kleine baai waar de rivier de Annapolis de Fundybaai in stroomt.
Port Royal was een belangrijke Franse nederzetting tijdens de kolonisatie van Noord-Amerika en speelde een belangrijke rol in de Frans-Engelse strijd in Noord-Amerika tijdens de Oorlog van koning Willem en de Oorlog van koningin Anne. Het werd 1605 gesticht en was daarmee de tweede permanente vestiging van kolonisten boven Florida (na Jamestown). In 1613 werd de nederzetting weer afgebrand door de Engelsen. In 1690 vond een veldslag tussen de Fransen en Engelsen plaats bij Port Royal. In de jaren 1930 werd de oorspronkelijke nederzetting herontdekt en vonden archeologische opgravingen plaats.
Vandaag de dag is Port Royal een populaire toeristenbestemming. Het heeft een openluchtmuseum, Habitation at Port-Royal, een replica van de oorspronkelijke nederzetting. Ook staat hier nog een fort, Scotch Fort ("het Schotse fort"), dat in 1629 werd gebouwd door Schotse kolonisten, maar drie jaar later weer werd verlaten toen het gebied teruggegeven werd aan de Fransen.